# Germ Bomb
Germ Bomb är en svensk musikgrupp från Göteborg som bildades 2009.
Germ Bomb släppte sitt debutalbum Infected From Birth 2011 på AreaDeath Productions och blev uppmärksammade både nationellt och internationellt i musikpressen (Close-Up Magazine, Forbidden magazine). Germ Bomb blandar metal och punk. Musiken som inte är så kommersiell, är relativt stor i subkulturer i vissa länder som Brasilien, Tyskland och Japan bland annat. Genren kallas just metalpunk. Senaste albumet Under a Fading Sun kom 2015 och gavs ut av Tjeckiska skivbolaget Doomentia Records.

## Medlemmar
Nuvarande medlemmar
- Pierre Ohlsson – sång, trummor
- Hampus Kuylenstierna – sång, gitarr, basgitarr

Tidigare medlemmar
- Tomas Alriksson – basgitarr

## Diskografi
Studioalbum
- 2011 – Infected From Birth [3]
- 2013 – Sound of Horns
- 2015 – Under a Fading Sun
- 2019 – Gist Sucked Out

Annat
- 2011 – Midnight Parasites (delad kassett: Whipstriker / Germ Bomb)[4]
- 2011 – Germ Bomb / Whipstriker (delad 7" vinyl)